# Orthotrichum vicarium
Orthotrichum vicarium là một loài rêu trong họ Orthotrichaceae. Loài này được Lazarenko mô tả khoa học đầu tiên năm 1938.